# Shorea woodii
Shorea woodii är en tvåhjärtbladig växtart som beskrevs av Peter Shaw Ashton. Shorea woodii ingår i släktet Shorea och familjen Dipterocarpaceae. Inga underarter finns listade i Catalogue of Life.